# Atlètic Club d'Escaldes
Atlètic Club d'Escaldes, známý jako Atlètic d'Escaldes je andorrský fotbalový klub sídlící v Escaldes-Engordany, který v současné době hraje Primera Divisió.
Byl založen v roce 2002.

## Soupiska
| Číslo |                  | Pozice | Hráč              |
| ----- | ---------------- | ------ | ----------------- |
| 1     | Andorra          | B      | Mauro             |
| 3     | Rovníková Guinea | Ú      | Jordan Gutiérrez  |
| 4     | Španělsko        | O      | Andrés Suárez     |
| 5     | Španělsko        | O      | Adrià Cosialls    |
| 6     | Španělsko        | Z      | Pau Ferrer        |
| 7     | Francie          | Ú      | Guillaume Lopez   |
| 8     | Venezuela        | Z      | Ayrton Páez       |
| 9     | Španělsko        | Ú      | Rodrigo Piloto    |
| 10    | Guinea-Bissau    | Z      | Gemelson          |
| 11    | Španělsko        | Z      | David Valero      |
| 12    | Španělsko        | O      | Marcel Sgrò       |
| 13    | Andorra          | B      | Ilde Serrano      |
| 17    | Španělsko        | Z      | Iñigo Barrenetxea |

| Číslo |           | Pozice | Hráč               |
| ----- | --------- | ------ | ------------------ |
| 18    | Španělsko | Z      | Predrag Muñoz      |
| 20    | Španělsko | Z      | Jordan Betriu      |
| 22    | Španělsko | Z      | Salva              |
| 23    | Francie   | O      | Sébastien Agüero   |
| 25    | Španělsko | B      | Saúl Gracia        |
| 27    | Španělsko | O      | Francisco Galán    |
| 31    | Španělsko | Z      | Yeray Carpio       |
| 33    | Andorra   | Z      | Marc Pujol         |
| 53    | Brazílie  | O      | Fábio Christian    |
| 55    | Španělsko | Z      | Chechu Meneses     |
|       | Španělsko | O      | Aleix Cisteró      |
|       | Španělsko | Z      | Miguel Gómez Alamo |

## Vystoupení v evropských pohárech
| Sezóna  | Pohár                          | Kolo     | Soupeř              | Doma | Venku | Celkem |
| ------- | ------------------------------ | -------- | ------------------- | ---- | ----- | ------ |
| 2022–23 | Evropská konferenční liga UEFA | 1. Kolo  | Gżira United        | 0−1  | 1–1   | 1–2    |
| 2023–24 | Liga mistrů UEFA               | Předkolo | Budućnost Podgorica | 0–3  | 0–3   | 0–3    |
| 2023–24 | Evropská konferenční liga UEFA | 2. Kolo  | Partizani           | 0−1  | 1−4   | 1–5    |